# Virgen de las nubes (Zurbarán)
La Virgen de las nubes es cronológicamente el primer lienzo atribuible a Francisco de Zurbarán, y consta con el número 1 en el catálogo razonado de obras de este pintor, realizado por la historiadora del arte Odile Delenda.

## Introducción
En 1948 Martín S. Soria descubrió este lienzo en la Iglesia de Nuestra Señora de la Granada, en Llerena, en un estado muy deteriorado. Fue sometido a varias restauraciones, reintegrándose las diversas lagunas, y se realizaron repintes no muy logrados.
Martín S. Soria creyó que había sido parte del retablo —actualmente desaparecido— encargado a Zurbarán en 1636 para dicha iglesia, opinión posteriormente compartida por Paul Guinard. Aduciendo su estilo poco elaborado, María L. Caturla negó, en 1950, que este lienzo hubiera sido parte de dicho retablo, señalando que podría ser "la pintura del quadro que se pusso en la dha puerta de nra Señora", obra encargada al pintor en 1618, para la desaparecida puerta de Villagarcía, en Llerena. Su exposición a la intemperie explicaría su pésimo estado, y sería el primer lienzo realizado por el pintor.

## Análisis de la obra

### Datos técnicos y registrales
- Museo de Bellas Artes de Badajoz;[3]
- Pintura al óleo sobre lienzo;
- Medidas: 184 x 103 cm;
- Datación: 1619-1620?;
- Restaurado en el Museo del Prado, ca. 1950; limpiado en 1998, con motivo de una exposición en 1998 en Badajoz.

### Descripción de la obra
María está representada de pie, de cuerpo entero, con la cabeza algo ladeada, mirando al espectador. Lleva un velo blanco sobre la cabeza, enrollado alrededor del cuello, y viste un manto azul oscuro recogido por delante, bajo el cual lleva una túnica carmín violáceo. Con las manos abiertas, cruza sus brazos ante el pecho, en una actitud de recogimiento algo melancólica. La Virgen María aparece ante un fondo de nubes grises y doradas, donde emergen —apenas esbozadas— cabezas de angelitos, formando una gran aureola. Estando desprovista de volumen, e inmersa en luz neutra, sin contrastes ni reflejos, la figura remite a modelos medievales, y denota un desconocimiento del tenebrismo naturalista sevillano de la época, Por todo ello, parece inadmisible que esta obra fuera realizada por Zurbarán a la vuelta de sus trabajos en el Salón de Reinos, siendo mucho más lógico que sea una obra muy primeriza, seguramente el lienzo encargado en 1618.

## Procedencia
1. Llerena, puerta de Villagarcía (?);
2. Llerena, Iglesia Nuestra Señora de la Granada;
3. Vendido al Museo de Bellas Artes de Badajoz en 1951 por don Alberto Zambrano Santiago, párroco de la iglesia.[5]